# Leebrug
Leebrug was een buurtschap behorende tot de gemeente Houten, in de provincie Utrecht. De buurtschap ligt ten zuiden van Houten richting Schalkwijk en is sinds het jaar 2000 omringd door de nieuwbouw van de Vinex-wijk Leebrug. Daarmee is de buurtschap in feite verdwenen.
De buurtschap was ontstaan op de plek waar sinds de 17e eeuw het zandpad van Houten naar Schalkwijk de Leesloot passeerde, alsmede de plek waar de Leesloot uitkwam in de Houtensewetering. De brug over de Houtensewetering heette de Leebrug.
In het jaar 1714 wordt in een testament een huis met boomgaard genoemd die zijn gelegen in het gerecht Houten aan de Leebrugh. In 1756 wordt de Leebrug over de Houtensewetering genoemd in het archief van het gerecht Houten en 't Goy. Het gaat dan om de brug zelf. Later verschijnen er enkele huizen bij de brug, waarna sprake is van buurtschap Leebrug. Vanaf het jaar 1850 verschijnt de naam Leebrug op de topografische kaart. De volkstelling van 31 december 1920 telt 15 bewoonde woningen en 1 schuur. 92 personen rekenen zich tot buurtschap Leebrug, waarbij ook een klein deel van de Houtensewetering meetelde.
Vlak bij de buurtschap stond de middeleeuwse versterkte boerderij Schoneveld met gracht en poortgebouw.
In de jaren dertig van de twintigste eeuw was het zandpad een verharde doorgaande weg. Het was voor het opkomend gemotoriseerde verkeer de hoofdroute geworden van de verbinding tussen Utrecht (stad) en 's-Hertogenbosch. Leebrug kende ook een bushalte.
Dorpen: 't Goy · Houten · Schalkwijk · Tull en 't Waal

Buurtschappen: De Heul · Heemstede · Honswijk · Leebrug · Molenbuurt · Oud-Wulven · Wayen

Utrecht · Plaatsen in de provincie      Nederland · Provincies · Gemeenten